# Shin'ichirō Watanabe
Pour les articles homonymes, voir Watanabe.
Shin'ichirō Watanabe (渡辺 信一郎, Watanabe Shin'ichirō) est un réalisateur et un scénariste japonais, principalement de séries télévisées d'animation, né le 24 mai 1965 à Kyoto.

## Biographie
Shin'ichirō Watanabe est né le 24 mai 1965 à Kyoto dans la préfecture du même nom. Durant sa jeunesse, il visionne un nombre impressionnant de films, jusqu'à 500 par an selon ses dires, et se destine à une carrière de réalisateur, Il intègre le studio Sunrise au milieu des années 1980 et y travaille en tant que directeur d'épisode et storyboarder notamment sur les OAV de science fiction Dan et Danny (1987-1992) et Mobile Suit Gundam 0083 : Stardust Memory (1991-1992). Il passe pour la première fois à la réalisation en 1994 sur les OAV Macross Plus qu'il coréalise avec le fameux Shōji Kawamori. Mais ce n'est qu'en 1998, avec sa deuxième série, Cowboy Bebop, que Watanabe va gagner une reconnaissance aussi bien nationale qu'internationale. Il va par la suite réaliser en 2001 un film dérivé de la série, Cowboy Bebop: Knockin' on Heaven's Door ce qui sera sa dernière collaboration avec le studio Sunrise. Il participe au projet Animatrix dont il réalise deux des huit courts métrages chez Studio 4°C. En 2004, il réalise une nouvelle série, Samurai champloo, qui connaît là aussi un succès critique et public. C'est sa première série chez le jeune studio Manglobe, dont il deviendra un habitué. Depuis, il travaille également en tant que producteur musical sur différents projets comme Mind Game de Masaaki Yuasa (2004) ou Michiko to Hatchin de Sayo Yamamoto. Il a, entre-temps, réalisé deux courts métrages inclus dans l'omnibus Genius Party sorti en 2007.
En 2012, il adapte le manga Sakamichi no Apollon également connu sous le nom de Kids on the Slope en série télévisée d'animation chez le studio Mappa, c'est la première fois dans sa carrière que Watanabe adapte un manga en animé et il a déclaré avoir accepté car l'œuvre originale abordait des thèmes qui lui tenaient à cœur tels que le jazz, son genre musical préféré.
Lors de l'Otakon de Baltimore de 2013, il annonce la sortie à partir de janvier 2014 de sa nouvelle série Space Dandy, une série de science-fiction comique.
En 2014, il réalise deux séries télévisées d'animation, Space Dandy chez le studio Bones diffusée du 5 janvier au 25 septembre 2014 et Terror in Resonance chez le studio Mappa diffusée du 11 juillet au 26 septembre 2014.
Dans une interview en mars 2016, il affirme avoir un projet d’animé original en cours.
Il réalise un court métrage de 15 minutes sorti le 26 septembre 2017 intitulé Blade Runner Black Out 2022, il s'agit d'un préquel du film de Denis Villeneuve, Blade Runner 2049 et produit au studio Cygames.
Sa nouvelle série animée, Carol & Tuesday, est annoncée pour avril 2019 et est en cours de production au studio Bones. Dans le cadre de ce projet Watanabe travaille avec Aya Watanabe qui est chargée du script et le mangaka Eisaku Kubonouchi chargé du character design, il s'agit de leur première expérience dans le domaine de l'animation. L'entreprise Flying Dog produit la musique.

## Style
Shin'ichirō Watanabe s'est démarqué des autres réalisateurs d'animation japonais grâce à son style très particulier. En effet, il met en avant la musique dans ses œuvres, elle peut s'organiser en genre musical comme avec le jazz dans Cowboy Bebop, le hip hop dans Samurai Champloo ou encore le funk dans Space Dandy, il a travaillé à plusieurs reprises avec la compositrice Yoko Kanno qu'il qualifie de génie.
Au-delà de cette mise en avant de la musique c'est un véritable mélange qui s’opère, ainsi l'univers futuriste de science-fiction dans Cowboy Bebop est mêlé au jazz et le Japon de l'ère Edo dans Samurai Champloo est mêlé à la culture et à la musique hip hop. Par ces mélanges, Watanabe veut créer une œuvre unique et originale tout en faisant en sorte que ce mélange fonctionne. 
Watanabe accorde une très grande importance aux personnages dans ses œuvres et opte souvent pour un format épisodique comme c'est le cas dans Cowboy Bebop, Samurai Champloo et plus récemment Space Dandy, la majorité des épisodes peut donc se regarder individuellement.  

## Filmographie
- 1987-1992 : Dan et Danny (OAV) - Directeur d'épisode (ep 3,7,9)
- 1988-1989 : Armored Trooper Votoms (en) (OAV) - Directeur d'épisode (ep 2,5,8,11)
- 1990 : Obatarian (en) (série télévisée) - Directeur d'épisode
- 1991 : Capricorn (OAV) - Storyboard
- 1991-1992 : Mobile Suit Gundam 0083 : Stardust Memory (OAV) - Storyboard (ep 3,6,10), directeur d'épisode (ep 1,3,6,8,10,12)
- 1992 : Genki Bakuhatsu Ganbaruger (en) (série télévisée) - Storyboard (ep 40,43), directeur d'épisode (ep 35,40)
- 1994 : Macross Plus (OAV) - Réalisateur, storyboard
- 1998 : Cowboy Bebop (série télévisée) - Réalisateur, scénariste, storyboard (ep 5,9,17,25,26), directeur d'épisode (ep 1,2)
- 2001 : Cowboy Bebop: Knockin' on Heaven's Door (film) - Réalisateur,
- 2003 : Animatrix (OAV) (segments A Detective Story et Kid's Story) - Réalisateur, scénariste
- 2004 : Samurai Champloo (série télévisée) - Réalisateur, scénariste, storyboard (ep 1,12,14,17,26), directeur d'épisode (ep 1,26)
- 2004 : Mind Game (Film) - Producteur de la musique
- 2005 : Noein (série télévisée) - Storyboard (ep 22)
- 2006 : Ergo Proxy (série télévisée) - Storyboard (ep 19)
- 2007 : Genius Party (film) (Segment Baby Blue) - Réalisateur
- 2008 : Tetsuwan Birdy Decode (série télévisée) - Storyboard (ep 12)
- 2008 : Michiko to Hatchin (série télévisée) - Producteur de la musique
- 2010 : Star Driver: Kagayaki no Takuto (en) (série télévisée) - Storyboard (op)
- 2012 : Lupin III : Une femme nommée Fujiko Mine (série télévisée) - Producteur de la musique
- 2012 : Kids on the Slope (série télévisée) - Réalisateur
- 2014 : Space Dandy (série télévisée) - Réalisateur en Chef
- 2014 : Terror in Resonance (série télévisée) - Réalisateur
- 2017 : Blade Runner Black Out 2022 (court-métrage préquelle de Blade Runner 2049)
- 2019 : Carole & Tuesday (série télévisée) - Réalisateur en Chef, Créateur original et  Scénariste [8]
- 2021 : Blade Runner: Black Lotus (série télévisée) - Producteur
- 2025 : Lazarus (série télévisée) - Réalisateur[9]